# Cratere Farinella
Farinella è un cratere sulla superficie di Plutone.
L'intitolazione del cratere è un omaggio allo scienziato italiano Paolo Farinella.